# Hexenflasche

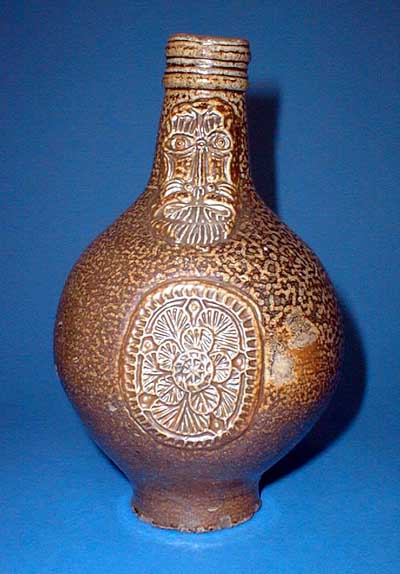
Hexenflasche (Bartmannskrug, um 1650)

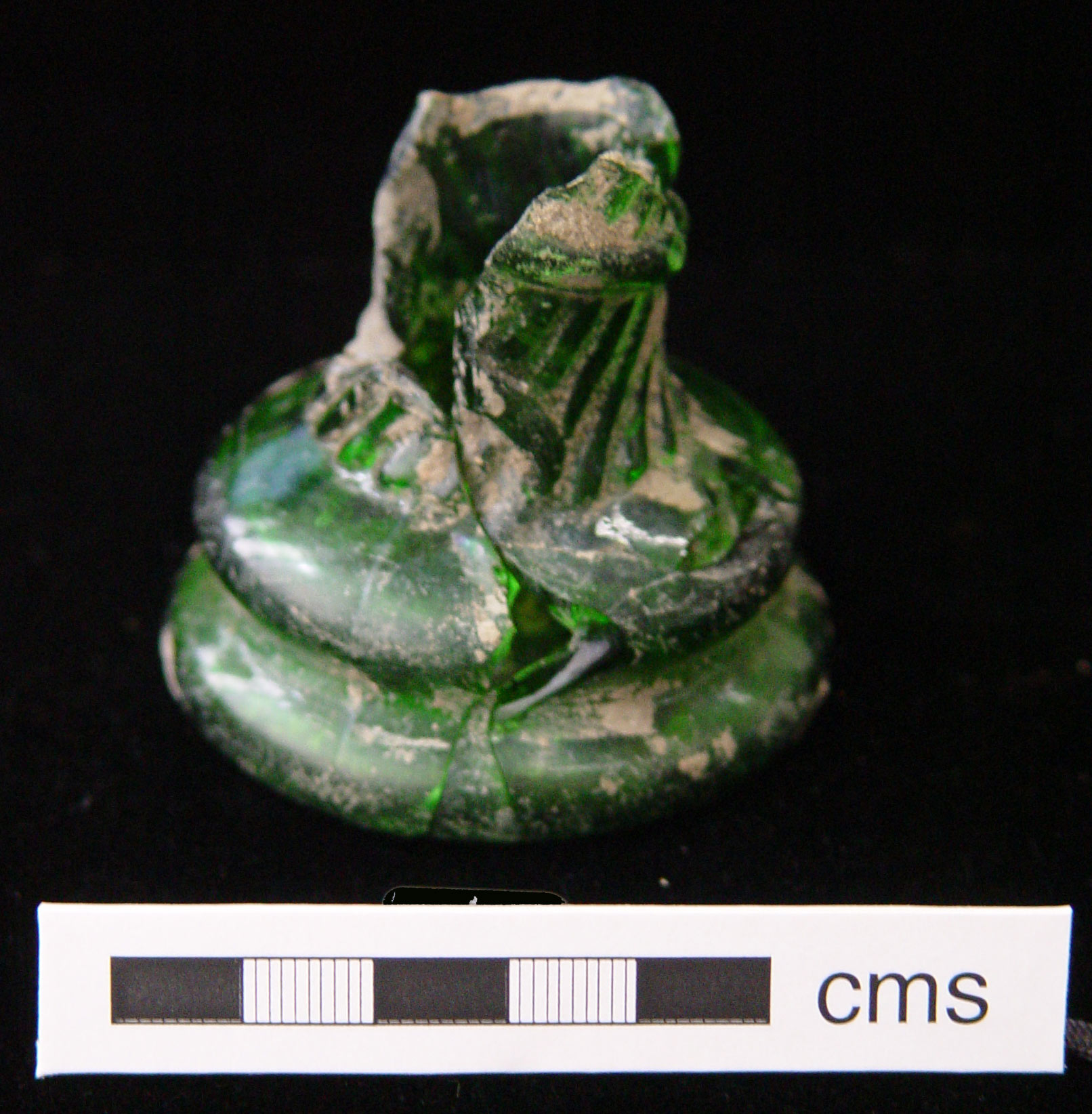
Hexenflasche aus Lincolnshire, entstanden zwischen 1820 und 1880

Hexenflaschen waren ein vor allem im 16. und 17. Jahrhundert auf den Britischen Inseln verbreitetes Phänomen. Zum Schutz vor Hexen vergruben die Menschen Flaschen aus Steinzeug oder Glas, in die sie Nägel, Fingernägel, menschlichen Urin und andere Gegenstände steckten und die sie verkorkten. Bislang fanden Archäologen rund 200 Exemplare solcher Hexenflaschen. 2009 wurde bei Bauarbeiten in London (Greenwich) erstmals ein noch intaktes Exemplar gefunden.